# 迪尔克·布劳恩莱德
迪尔克·布劳恩莱德（德語：Dirk Braunleder，1957年3月11日—），德国男子游泳运动员。他曾代表西德参加1976年夏季奥林匹克运动会游泳比赛，获得男子4×100米混合泳接力铜牌。